# Trigonoptera vittata
Trigonoptera vittata là một loài bọ cánh cứng trong họ Cerambycidae.